# Hans Ekström
Hans Reinhold Ekström, född 29 april 1958 i Klosters församling i Eskilstuna, är en svensk politiker (socialdemokrat). Han är ordinarie riksdagsledamot sedan 2010, invald för Södermanlands läns valkrets. Ekström var ordförande i konstitutionsutskottet 2018–2019 och 2022 samt vice ordförande i utskottet 2019–2022. Han har tidigare varit ordförande för Socialdemokraterna i Sörmland.

## Biografi
Hans Ekström är uppväxt på Östermalm i Eskilstuna och gick ut från S:t Eskils gymnasium. Han studerade till ämneslärare i samhällsorienterande ämnen och arbetade i tio år fram till 1992 som högstadielärare på Årbyskolan. Under tonåren gick han med i SSU, där han först engagerade sig inom miljöfrågor, och 1983 även i den lokala socialdemokratiska partiföreningen. 1986 blev han invald i Eskilstunas kommunfullmäktige. År 1992 blev Ekström medlem av kommunstyrelsen och kommunalråd i Eskilstuna med ansvar för skola och barnomsorg. Efter Lars G Linders (S) avgång som ordförande för kommunstyrelsen 1994 tillträdde Ekström som ny kommunstyrelseordförande 1995, en post som han behöll fram till 2010. Som kommunstyrelseordförande i Eskilstuna efterträddes han av Jimmy Jansson (S).

### Riksdagsledamot
Ekström är riksdagsledamot sedan valet 2010. I riksdagen är han vice ordförande i riksdagens råd för Riksrevisionen sedan 2022 samt ledamot i konstitutionsutskottet sedan 2022 (tidigare även 2010–2018), Valprövningsnämnden sedan 2022 (tidigare även 2015–2019) och styrelsen för Stiftelsen Riksbankens jubileumsfond sedan 2022. Ekström var ordförande i konstitutionsutskottet 2018–2019 och 2022 samt vice ordförande i utskottet 2019–2022. Han var ledamot i krigsdelegationen 2018–2022 och har varit suppleant i bland annat finansutskottet.